# AeroGauge
AeroGauge est un jeu vidéo de course futuriste sorti en 1997 sur Nintendo 64. Le jeu a été développé par Locomotive et édité par ASCII Entertainment.